# Вибельська сотня
Вибельська (Виблівська) сотня- військово-адміністративна одиниця, Чернігівського полку Гетьманщини

## Історія
Утворена 1656 року у складі Чернігівського полку. Сформувалася із населених пунктів Чернігівських сотень. Весь час існування — адміністративна одиниця та військовий підрозділ Чернігівського полку. Найбільш відомі старшини сотні — представники родини Тризн. Ліквідовано у 1782 p., а територія включена до Чернігівського намісництва. Сотенний центр: село Виблі, нині — однойменне село Куликівського району Чернігівської області.

## Сотники
- Данило (1656)
- Шуба Степан Васильович (1658–1661; 1676)
- Дунін-Борковський Василь (1668–1672)
- Близниченко Яків (1672)
- Лобко Юхим Юхимович (1679–1682; 1694)
- Тупицький Тимофій (1700)
- Устимович Василь (1701)
- Томара Василь Іванович (1704–1715)
- Михайловський Іван Михайлович (1721)
- Новик Федір (1725, н.)
- Тризна Микола Іванович (1728–1748)
- Губар Степан (1736, н.)
- Тризна Андрій Миколайович (1748–1769)
- Тризна Олександр (1767)
- Тризна Петро Андрійович (1771–1782)

## Територія
До сотні входило 12 населених пунктів:
- 10 сіл — с.Бакланова Муравійка; с.Вершинова Муравійка; с.Виблі; с. Горбове; с. Грабівка; с.Напорівка (нині Лукашівка (Чернігівський район)); с.Анисів; с. Орлівка; с. Підгірне; с. Піски;
- 2 хутори — хутір Виблівський; хутір Глузди.

На заході сотня межувала з Чернігівською полковою сотнею, на сході з Салтиково-Дівицькою сотнею Ніжинського полку, на півночі з Білоуською сотнею на південному заході з Олишевською сотнею Київського полку, на півдні з Мринською сотнею Київського полку